# Stardust Memories
Stardust Memories (en castellano Recuerdos de una estrella, Recuerdos o Memorias de un seductor) es una película de comedia dramática estadounidense de 1980 escrita y dirigida por Woody Allen y protagonizada por Allen, Charlotte Rampling, Jessica Harper, Marie-Christine Barrault y Sharon Stone en su debut cinematográfico. La película trata sobre un cineasta que recuerda su vida y sus amores—las inspiraciones para sus películas—mientras asiste a una retrospectiva de su obra. La película se rodó en blanco y negro y es reminiscente a 8½ (1963) de Federico Fellini, a la cual parodia.
Stardust Memories fue nominada para un premio WGA a la mejor comedia escrita directamente para la pantalla, pero no fue calurosamente recibida por los críticos en su lanzamiento original, y no está entre los trabajos más renombrados en la película de Allen. Sin embargo, la película ha sido revaluada hasta cierto punto, con la recepción moderna siendo más a menudo positiva que negativa. Allen, que niega que la obra sea autobiográfica y ha lamentado que la audiencia la haya interpretado como tal, incluso la considera como una de sus mejores, junto a The Purple Rose of Cairo y Match Point.

## Argumento
Sandy Bates es director de películas de comedia. Su última película termina con una secuencia surrealista en la que un personaje (interpretado por Sandy) está atrapado en un vagón de tren rodeado de figuras grotescas e infelices. El personaje mira por la ventanilla del vagón y ve otro tren lleno de gente hermosa y feliz. Convencido de que está en el tren equivocado, intenta sin éxito bajarse del tren antes de que se aleje a toda velocidad. En la siguiente escena, todos los personajes del tren deambulan sin rumbo por un inmenso vertedero de basura. El personaje de Sandy ve que los pasajeros del otro tren también han terminado en el vertedero. Los ejecutivos del estudio, después de ver la película de Sandy, se quejan de que no es comercial y es deprimente. Cuando se lo dicen a Sandy, insiste en que ya no quiere hacer películas de comedia superficiales, ya que eso ya no le parece honesto.
Los representantes de Sandy le recuerdan que tiene previsto asistir a una retrospectiva de sus películas que durará un fin de semana en el Stardust Hotel de Jersey Shore . Sandy se muestra reacio, pero acepta asistir. Durante el fin de semana, Sandy se ve acosado por los recuerdos de Dorrie, una ex amante con problemas de salud mental. Recuerda su primer encuentro con Dorrie en el plató de una de sus películas, el florecimiento de su relación y su posterior deterioro a través de una combinación de las inseguridades de ella y las aventuras amorosas de él. Su último encuentro con Dorrie tiene lugar en un hospital psiquiátrico, donde ella está deprimida y fuertemente medicada.
Al llegar al Stardust Hotel, Sandy se ve invadido por fans que a menudo le hacen peticiones extrañas o cómicas. Asiste a proyecciones de sus películas y luego se somete a sesiones de preguntas y respuestas. Después de la primera sesión, una joven pareja, Jack y Daisy, lo invita a un club cercano y él acepta con entusiasmo. En el club nocturno, Sandy aprovecha la ausencia de Jack para coquetear abiertamente con Daisy.
Al día siguiente, la actual amante de Sandy, Isobel, una madre casada de dos hijos, llega al hotel para reunirse con él. Le anuncia que ha dejado a su marido. Sandy reacciona ambivalentemente a esta noticia, pero considera llevar su relación al siguiente nivel. Sandy también se reúne con los ejecutivos de su estudio cinematográfico, que han vuelto a rodar el final de su película, con los personajes acabando en el "paraíso del jazz", en lugar de en el vertedero de basura. Sandy declara que la idea es una idiotez y se niega a aceptarla.
Mientras habla con su agente por un teléfono público, Sandy escucha a Daisy hablar de su ambivalencia sexual hacia Jack. Más tarde, Sandy organiza una salida a solas con Daisy. Mientras los dos están juntos, el coche de Sandy se estropea y se ven obligados a continuar a pie. Llegan a un gran campo, donde se encuentran con una congregación de lugareños que esperan la aparición de platillos voladores. Durante este encuentro, Sandy comienza a perder el contacto con la realidad, imaginando o alucinando varias figuras de su vida y películas, así como un grupo de extraterrestres (que le aconsejan que siga haciendo comedias). Finalmente, imagina a un fan psicótico que lo mata de un disparo.
En realidad, tras desmayarse en un ataque de pánico, Sandy fantasea con que le dan un premio póstumo por el trabajo de su vida. Acepta el premio en persona y le dice al público que el único momento de su vida en el que se sintió verdaderamente feliz y realizado fue una mañana soleada en su apartamento de Manhattan, pasando el tiempo con Dorrie, leyendo y escuchando la versión de Louis Armstrong de " Stardust ". Cuando Sandy se despierta de su desmayo, pronuncia el nombre de Dorrie, lo que enfurece a Isobel, que ha estado esperando junto a su cama. Ella intenta romper con él, lo que lo impulsa a abandonar la retrospectiva y seguirla en su tren. Él la convence apasionadamente de que lo perdone, y se besan mientras el tren se va.
Estos acontecimientos son observados por el público de la película, que incluye a muchas figuras que aparecen como personajes en ella. Al final de la película, los espectadores comentan sus méritos y defectos y comparten sus experiencias durante su realización. Cuando el público sale de la sala, una figura que se parece a Sandy entra, recoge sus icónicas gafas de sol de un asiento y luego sale.

## Reparto
- Woody Allen como Sandy Bates.
- Charlotte Rampling como Dorrie.
- Jessica Harper como Daisy.
- Marie-Christine Barrault como Isobel.
- Tony Roberts como Tony.
- Daniel Stern como Actor.
- Amy Wright como Shelley.
- Helen Hanft como Vivian Orkin.
- John Rothman como Jack Abel.
- Anne De Salvo como Hermana de Sandy.
- Judith Roberts como Cantante de "Three Little Words"
- Leonardo Cimino como Analista de Sandy.
- Sharon Stone como Muchacha bonita en tren.[5]
- Jack Rollins como Ejecutivo del estudio. Rollins había sido el mánager y productor de Allen desde hacía mucho tiempo, y Rollins y su socio Charles H. Joffe produjeron todas las películas de Allen de 1969 a 1993, incluyendo Stardust Memories.
- Candy Loving como Novia de Tony.
- Brent Spiner como Fan en el vestíbulo.
- Judith Crist como Cliente de cabaret.
- Irwin Keyes como Fan afuera de hotel.
- Bonnie Hellman como Fan afuera de hotel.
- Cynthia Gibb como Chica joven (acreditada como «Cindy Gibb»).
- Annie Korzen como Mujer en heladería (acreditada como «Anne Korzen»).
- James Otis como Seguidor de ovnis.
- Armin Shimerman como Miembro de la audiencia.
- Laraine Newman como Ejecutiva del estudio (no acreditada).
- Louise Lasser como Secretaria de Sandy (no acreditada).
- William Zinsser como Sacerdote católico. Zinsser entrevistó a Allen en 1963 para el Saturday Evening Post. Después de un encuentro fortuito en 1980, Allen le dio a Zinsser, un protestante, el pequeño papel de un sacerdote católico.[6]

## Temas
Allen ha afirmado que Stardust Memories no es una obra autobiográfica. «[Los críticos] pensaron que el personaje principal era yo», dijo el director en Woody Allen on Woody Allen. «Que no era un personaje ficticio, sino yo, y que estaba expresando hostilidad hacia mi público. Ese no era en modo alguno el punto de la película. Era acerca de un personaje que obviamente tiene una especie de crisis nerviosa y, a pesar del éxito, ha llegado a un punto en su vida donde está teniendo un mal momento».

## Producción
La película se rodó en Nueva Jersey, Estados Unidos. Lugares de rodaje incluyeron Asbury Park, Belmar, Deal, Hoboken, Neptune City y Ocean Grove.

## Recepción
Rotten Tomatoes reporta una aprobación del 72 % de Stardust Memories, con una calificación promedio de 6.6/10. Janet Maslin escribió que la obra «es la película más provocativa [de Allen] hasta el momento y tal vez su más reveladora», y «ciertamente la que inspirará el debate más acalorado». En un artículo conjunto, los críticos de cine Robbie Collin y Tim Robey de The Daily Telegraph la catalogaron como la décima mejor película de Allen y escribieron, «Acada en su momento, es un nocaut retrospectivo, gracias a su estructura ambiciosa, gags con sabor a vinagre y la abrasadora fotografía monocromática, cortesía de Gordon Willis». Sam Fragoso de IndieWire también lo clasificó entre los mejores trabajos de Allen, elogiándolo como «un retrato extraordinariamente realizado del estancamiento artístico». La película fue incluida en el puesto 16 entre los esfuerzos de Allen en una encuesta de los contribuyentes de Time Out, con el editor Joshua Rothkopf elogiándola como «una pieza de hilaridad autorreferencial en su propio derecho».
En octubre de 2013, Stardust Memories fue votado por los lectores de The Guardian como la octava mejor película dirigida por Woody Allen.

## Taquilla
Stardust Memories se inauguró en América del Norte el 26 de septiembre de 1980 a una avalancha de críticas negativas. En 29 salas de cine, recaudó $ 326 779 ($ 11 268 por pantalla) en su primer fin de semana de apertura. La película no consiguió atraer a más que la leal base de fanes de Allen a largo plazo, y recaudó $ 10 389 003 al final de su carrera. El presupuesto de la película fue de 10 millones de dólares.